# Aygehat
Aygehat (in armeno Այգեհատ?) è un comune di 332 abitanti (2001) della Provincia di Lori in Armenia.